# Relaciones Abjasia-Transnistria
Las relaciones Abjasia-Transnistria hacen referencia a los lazos diplomáticos entre ambas naciones.
Abjasia y Transnistria firmaron un tratado de amistad y cooperación el 22 de enero de 1993. El 14 de junio de 2006, los líderes de Abjasia, Transnistria y Osetia del Sur se reunieron en Tiraspol y formaron la Comunidad para la Democracia y los Derechos de las Naciones. En 2007, el presidente Sergei Bagapsh de Abjasia designó a Aleksandr Vataman como representante Plenipotenciario de Abjasia en Transnistria. El 7 de marzo de 2008, Bagapsh publicó formalmente un decreto sobre el establecimiento del Representante Oficial de Abjasia en Transnistria, y el 18 de julio de 2008 se inauguró la Oficina de Representación en Tiraspol. Garri Kupalba es el representante oficial de Transnistria en Abjasia.